# 퓨처 US
퓨처 US(Future US, Inc., 구 명칭: Imagine Media 및 The Future Network USA)는 비디오 게임, 음악 및 기술 시장을 대상으로 하는 잡지와 웹사이트를 전문으로 하는 미국의 미디어 기업이다. 뉴욕시에 본사를 두고 있으며 버지니아주 알렉산드리아, 미네소타주 미니애폴리스, 워싱턴 D.C.에도 사무소가 있다. 퓨처 US는 영국 서머셋 배스에 본사를 둔 전문 미디어 회사인 퓨처의 모회사가 소유하고 있다.